# Thurgood Marshall
Thurgood Marshall (Baltimore, 2 de julio de 1908 - Bethesda, 24 de enero de 1993) fue juez de la Corte Suprema de los Estados Unidos desde octubre de 1967 hasta octubre de 1991, el primer afroestadounidense elegido para el puesto. Antes de convertirse en juez tuvo una exitosa carrera como abogado, con una alta tasa de éxito ante la Corte Suprema (fue quien más casos llevó ante esa instancia) y conocido por su victoria en el caso Brown contra Consejo de Educación. Fue designado luego por el presidente John F. Kennedy para trabajar en la Corte Federal de Apelaciones del Segundo Circuito, y en 1965 el presidente Lyndon Johnson lo nombró primero procurador general y luego lo promovió a la Corte Suprema de Estados Unidos. 
Se retiró de la corte suprema en 1991, por motivos de salud. El entonces presidente George H. W. Bush nominó a Clarence Thomas, quien luego de ser confirmado por el Senado se convirtió en el sucesor de Marshall.

## Biografía
Marshall era hijo de William Canfield Marshall, mozo de ferrocarril y mayordomo en un club de campo para blancos, y Norma Williams Marshall, maestra de escuela primaria. Se graduó con honores en la Universidad Lincoln de Pensilvania en 1930. Tras ser rechazado por la Facultad de Derecho de la Universidad de Maryland por no ser blanco, Marshall asistió a la Facultad de Derecho de la Universidad Howard; recibió su título en 1933, ocupando el primer lugar en su clase. En la Universidad de Howard, fue el protegido de Charles Hamilton Houston, quien animó a Marshall y a otros estudiantes de derecho a ver la ley como un vehículo para el cambio social. Al graduarse de Howard, Marshall comenzó la práctica privada de la ley en Baltimore.
Entre sus primeras victorias legales junto con el abogado Charles Hamilton Houston estuvo el Caso Murray contra Pearson el 15 de enero de 1936, una demanda que acusa a la Facultad de Derecho de la Universidad de Maryland de violar la garantía de la Decimocuarta Enmienda a la Constitución de los Estados Unidos de igual  protección de las leyes al negar a un solicitante afroamericano la admisión a su Facultad de Derecho únicamente por motivos de raza. En 1936, Marshall se convirtió en abogado de plantilla en la ciudad de Houston para la National Association for the Advancement of Colored People, (Asociación Nacional para el Avance de las Personas de Color; NAACP). En 1938 se convirtió en el presidente principal de la oficina legal de la NAACP, y dos años más tarde fue nombrado jefe del Fondo Educativo y de Defensa Legal de la NAACP. A lo largo de las décadas de 1940 y 1950, Marshall se distinguió como uno de los mejores abogados del país, ganando 29 de los 32 casos que presentó ante la Corte Suprema. Entre ellos había casos en los que la Corte declaró inconstitucional la exclusión de los votantes afroamericanos de las elecciones primarias por parte de un estado sureño (Smith vs. Allwright 1944), aplicación judicial estatal de "convenios restrictivos" raciales en materia de vivienda (Shelley vs. Kraemer 1948), la instalación bajo la doctrina de Plessy v Ferguson de Separados pero iguales doctrina para profesionales afroamericanos y estudiantes graduados en universidades estatales (Sweatt vs. Painter y McLaurin vs. Oklahoma State Regents), ambos casos en 1950. Sin duda, sin embargo, fue la victoria de Marshall ante la Corte Suprema en el Caso Brown contra el Consejo de Educación en Topeka lo que estableció su reputación como oponente legal formidable y creativo y defensor del cambio social. De hecho, los estudiantes de derecho constitucional aún examinan los argumentos orales del caso y la decisión final de la Corte desde una perspectiva tanto legal como política; legalmente Marshall argumentó que la segregación en la educación pública producía escuelas desiguales para afroamericanos y blancos (un elemento clave en la estrategia para que la Corte invalidara la doctrina de "separados pero iguales" establecida en el Caso Plessy contra Ferguson en el año 1896, pero fue la confianza de Marshall en datos psicológicos, sociológicos e históricos lo que presume sensibilizó a la Corte sobre los efectos nocivos de la segregación institucionalizada en la autoimagen, el valor social y el progreso social de los niños afroamericanos.
En septiembre de 1961, Marshall fue nominado al Segundo Circuito de Cortes de Apelaciones de Estados Unidos por el presidente John F. Kennedy, pero la oposición de los senadores sureños retrasó su confirmación durante varios meses. El presidente Lyndon B. Johnson nombró a Marshall Procurador general en julio de 1965 y lo nominó a la Corte Suprema el 13 de junio de 1967; la nominasión de Marshall fue confirmada por el Senado de los Estados Unidos el 30 de agosto de 1967. Durante el mandato de Marshall en la Corte Suprema, fue un liberal inquebrantable y enfatizó la necesidad de un trato justo y equitativo de las minorías del país por parte de los gobiernos estatal y federal. Activista judicial Pragmático, se comprometió a hacer que la Constitución de los Estados Unidos funcionara; lo más ilustrativos de su enfoque fue su intento de diseñar una interpretación de "escala móvil" de la cláusula de igual protección que sopesara los objetivos del gobierno frente a la naturaleza e intereses de los grupos afectados por la ley. La escala móvil de Marshall nunca fue adoptada por la Corte Suprema, aunque en varios casos importantes de derechos civiles de la década de los años 1970, la Corte se hizo eco de las opiniones de Marshall.
También se opuso rotundamente a la pena capital y, en general, favoreció los derechos del gobierno nacional sobre los derechos de los estados. Marshall sirvió en la Corte Suprema mientras atravesaba un período de gran cambio ideológico. En sus primeros años en el banquillo, encajaba cómodamente entre una mayoría liberal bajo el liderazgo del presidente del Tribunal Supremo de los Estados Unidos, Earl Warren. Sin embargo, con el paso de los años, muchos de sus aliados más cercanos, incluido Warren, se jubilaron o fallecieron en el cargo, lo que generó oportunidades para que los presidentes republicanos hicieran girar el péndulo del activismo en una dirección conservadora. Cuando se jubiló en el año 1991, era conocido como "el Gran Disidente", uno de los últimos miembros liberales que quedaban en una Corte Suprema dominada por una mayoría conservadora.

## En la cultura popular
La división y el aislamiento tienen un precio. La democracia no prospera en medio del odio. La justicia no se arraiga en medio de la furia. Debemos oponernos a la indiferencia. Debemos oponernos a la apatía. Debemos oponernos al temor.
Thurgood Marshall

En la película El Juez (2014) el protagonista comenta: "¿Sabes que el 90% del país cree en los fantasmas, menos de un tercio en la evolución? El 35% puede identificar a Homer Simpson y su ciudad ficticia, y menos del 1% ha oído hablar de Thurgood Marshall. Pero cuando pides a un jurado de 12 norteamericanos justicia sucede algo excepcional. A veces aciertan."
En el capítulo dos de la primera temporada de la serie The Night Of (2016) del canal HBO, el personaje principal insiste a su hijo que haga un ensayo sobre Marshall, este prefiere ir por Jamie Foxx, por considerar al primero aburrido.
En 2017, uno de sus primeros casos fue llevado al cine en el filme Marshall: El origen de la justicia. Chadwick Boseman interpretó a Thurgood Marshall, mientras que Josh Gad interpretó a Sam Friedman.
En el episodio T1.E2 de la serie Daredevil, el niño Matt Murdock, ya ciego y futuro Daredevil, habla con su padre en la cocina y lee en braille la célebre frase de Thurgood Marshall: "La división y el aislamiento tienen un precio. La democracia no prospera en medio del odio. La justicia no se arraiga en medio de la furia. Debemos oponernos a la indiferencia. Debemos disentir de la apatía. Debemos oponernos al miedo."

### Artículos
- Burger, Warren E. (verano de 1992). «Tribute to the Honorable Thurgood Marshall». Stanford Law Review (en inglés) (Stanford: Stanford Law Review) 44: 1227-1228. doi:10.2307/1229053.
- Marshall, Thurgood (abril de 1950). «Mr. Justice Murphy and Civil Rights». Michigan Law Review (en inglés) (Ann Arbor: The Michigan Law Review Association) 48 (6): 745-766. doi:10.2307/1284431.
- Marshall, Thurgood (mayo de 1951). «The Supreme Court as protector of civil rights: equal protection of the laws». Annals of the American Academy of Political and Social Science (en inglés) (Thousand Oaks: Sage Publications, Inc.) 275: 101-110. Consultado el 2 de junio de 2012.
- Marshall, Thurgood (verano de 1952). «An evaluation of recent efforts to achieve racial integration in education through resort to the courts». The Journal of Negro Education (en inglés) (Washington: Journal of Negro Education) 21 (3): 316-327. doi:10.2307/2293371.
- Marshall, Thurgood (verano de 1957). «The rise and collapse of the “white democratic primary”». The Journal of Negro Education (en inglés) (Washington: Journal of Negro Education) 26 (3): 249-254. doi:10.2307/2293407.
- Marshall, Thurgood (noviembre de 1987). «Reflections on the bicentennial of the United States Constitution». Harvard Law Review (en inglés) (Búfalo: The Harvard Law Review Association) 101 (1): 1-5. doi:10.2307/1341223.
- O'Connor, Sandra Day (verano de 1992). «Thurgood Marshall: the influence of a raconteur». Stanford Law Review (en inglés) (Stanford: Stanford Law Review) 44: 1217-1220. doi:10.2307/1229051.
- Powell, Lewis F., Jr. (verano de 1992). «Tribute to Justice Thurgood Marshall». Stanford Law Review (en inglés) (Stanford: Stanford Law Review) 44: 1229-1230. doi:10.2307/1229054.
- Rehnquist, William H. (verano de 1992). «Tribute to Justice Thurgood Marshall». Stanford Law Review (en inglés) (Stanford: Stanford Law Review) 44: 1213. doi:10.2307/1229049.
- White, Byron R. (verano de 1992). «A Tribute to Justice Thurgood Marshall». Stanford Law Review (en inglés) (Stanford: Stanford Law Review) 44: 1215-1216. doi:10.2307/1229050.